# Edmond André
Pour les articles homonymes, voir André.
Edmond André, né le 8 mai 1844 à Sèvres et mort à Alger le 30 mars 1877 est un peintre français.

## Biographie
Marthe Alphonse Edmond André est le fils du peintre Jules André (1807-1869) et de Marie Thérèse Adélaïde Larré.
Il étudie la peinture auprès de son père puis devient l'élève d'Isidore Pils. Il expose au Salon de 1867 à 1875.
En 1868, il épouse Cécile Anne Stéphanie Jeanne.
Il meurt en 1877 à l'hôpital Mustapha d'Alger, à l'âge de 32 ans.